# Мутуллас
34°59′00″ пн. ш. 32°49′29″ сх. д. / 34.98328745° пн. ш. 32.82465329° сх. д.
Мутуллас (грец. Μουτουλλάς, тур. Mudulla) — гірське село в районі Нікосії на Кіпрі, на висоті 800 м у долині Маратхаса. У 2011 році тут проживало 174 особи.

## Опис

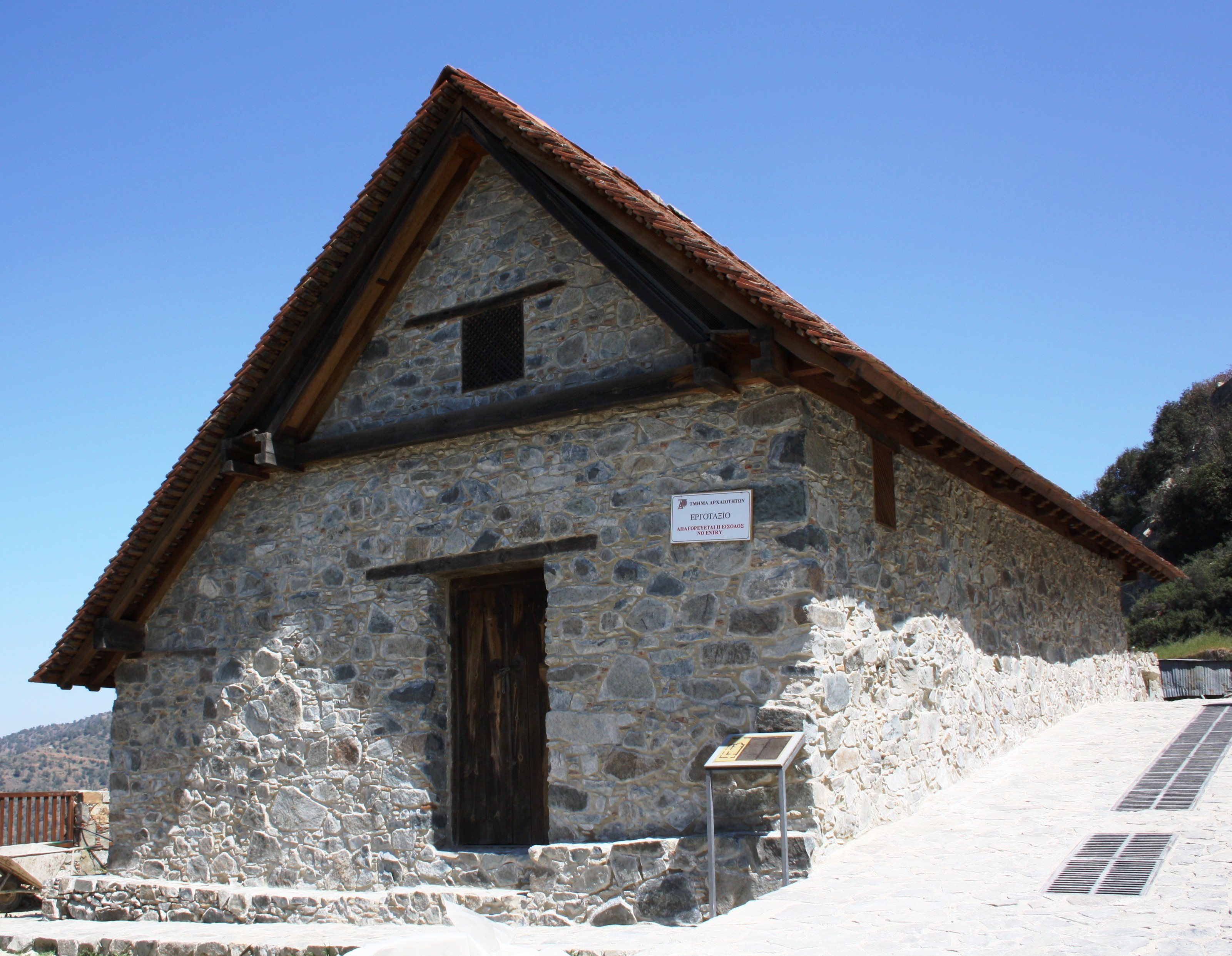
Panayia tou Moutoulla

Стара сільська церква, каплиця Панайя ту Мутулла 13-го століття, є одним із найдавніших зразків дерев'яного даху з фресками. Побудована приблизно в 1280 році і оголошена об'єктом Всесвітньої спадщини ЮНЕСКО разом з дев'ятьма іншими розписними церквами в регіоні Троодос через їх унікальні фрески та архітектуру.
Мутуллас відомий своєю мінеральною водою, яку розливають у пляшки та продають по всьому острову.